# Tara Chambler
Tara Chambler é uma personagem fictícia da série de televisão norte-americana The Walking Dead, interpretada pela atriz Alanna Masterson. Ela foi criada pelo roteirista Scott M. Gimple com base na personagem Tara Chalmers do romance The Walking Dead: Rise of the Governor. Tara é introduzida no sexto episódio da quarta temporada como a primeira personagem homossexual na série de televisão.
Tara e sua família são encontrados pelo Governador, sob o pseudônimo de "Brian Heriot", que se refugia no apartamento da família. Mais tarde, a irmã de Tara, Lilly, estabelece um relacionamento com ele, embora Tara permaneça ferozmente protetora de sua irmã e sobrinha. Eventualmente, depois que seu pai morre, o Governador e a família de Tara deixam o complexo de apartamentos e encontram o acampamento de Martinez. Enquanto o Governador coage as pessoas do campo a atacarem uma prisão segura, Tara descobre sua verdadeira brutalidade e a vingança que ele mantém, e fica traumatizada quando ele mata Hershel. Após a queda da prisão, Glenn encontra Tara para ajudá-lo a encontrar sua esposa, Maggie, que escapou durante o tiroteio. Tara relutantemente o segue em sua busca e, eventualmente, se torna um membro ativo do grupo de Rick Grimes depois que ele a perdoa por fazer parte da milícia do Governador.

## Biografia fictícia

### The Walking Dead: Rise of the Governor
Chambler é baseada em Tara Chalmers, uma mulher que vive em Atlanta com a sua irmã, April, e seu pai, David. Eles vivem num apartamento de um prédio ainda em segurança. April salva um grupo de pessoas que está sendo perseguido por zumbis, chamando-os para o prédio. Entre os membros do grupo desconhecido estão os irmãos Brian (que mais tarde é conhecido como o Governador) e Philip Blake. O pai de Tara, David, morre eventualmente e se transforma num zumbi, sem ter sido mordido. Após Philip Blake matar David-zumbi, a tensão cresce entre ele e Tara. O tempo passa e Philip Blake mantém relações sexuais com April. Na manhã seguinte, April desaparece e Tara força o grupo, com uma arma, a deixar o prédio.

### Série de TV

#### Quarta temporada
Tara (Alanna Masterson) é vista pela primeira vez no episódio "Live Bait", junto com sua irmã Lilly (Audrey Marie Anderson), sua sobrinha Meghan (Meybick Murphy) e seu pai David (Danny Vinson), após receber o Governador (David Morrissey) em seu apartamento (ele diz que seu nome é "Brian Heriot"). Tara parece confiar nele relativamente mais cedo do que a sua irmã e rapidamente parece vê-lo como um amigo, confessando que era estudante para ser policial antes do apocalipse. Mais tarde, ela fica brevemente desorientada após seu pai, que está com câncer em estado terminal, morrer e reanimar como zumbi, atacando-a. Ela é salva por Brian Heriot, que mata David esmagando seu crânio, deixando Tara assustada e afastando a relação dos dois. No entanto, mais tarde ela aceita e concorda com a ação, e percebe que todas as pessoas que morrem, por sua vez, devem ser mortas antes de reanimarem. Ela e os outros deixam o apartamento depois do enterro de David, em busca de abrigo em outro lugar. Uma vez na estrada, um grupo de zumbis obriga-os a fugir. Tara e sua família são encontrados eventualmente por Martinez (Jose Pablo Cantillo). Ao passar do tempo, Tara inicia um relacionamento amoroso com Alisha (Juliana Harkavy), no acampamento liderado por Martinez. Mais tarde, Tara se junta ao Governador para atacar a prisão, acreditando que os sobreviventes que estão abrigados lá são bandidos. Durante o ataque, ela fica chocada com os atos brutais do Governador, que decapitou Hershel (Scott Wilson), e foge traumatizada.
No rescaldo do ataque à prisão, Tara ainda está viva quando é encontrada por Glenn (Steven Yeun). Sua irmã, sua sobrinha e sua namorada morreram e ela foi a única aliada do Governador que sobreviveu ao ataque. Por insistência de  Glenn, ela decide ajudá-lo a encontrar sua esposa, Maggie (Lauren Cohan) e os dois saem das ruínas da prisão. Após lutar contra os zumbis, Glenn desmorona com fadiga e Tara ataca o zumbi que tentou mordê-lo. Ela se depara com Abraham Ford (Michael Cudlitz), Eugene Porter (Josh McDermitt) e Rosita Espinosa (Christian Serratos). Posteriormente, ela viaja ao lado do trio e depois concorda em seguir com Glenn para o encontro de Maggie, contrariando Abraham. Os dois são, no entanto, seguidos pelo trio, que se junta a eles e passam a caminhar nos trilhos de trem. Ao se depararem com um túnel, que leva a Terminus, Abraham acha ser arriscado seguir por ele, já que pode haver muitos zumbis. Entretanto, Glenn decide continuar a sua procura e Tara novamente mostra lealdade a ele, acompanhando-o. No túnel, ao tentarem escapar de alguns zumbis, Tara escorrega e fica presa numa das rochas. Glenn, recusando-se a deixá-la, atira nos zumbis ao redor até ficar sem munição. Eles são, então, inesperadamente salvos por Maggie, Bob (Lawrence Gilliard Jr.) e Sasha (Sonequa Martin-Green) que encontraram Abraham, Eugene e Rosita e tornaram-se um grupo unido. Tara depois concorda em participar da missão de Abraham em ir para Washington, D.C. com esperança de encontrarem a cura. Uma vez que eles chegam ao Terminus, eles são recebidos por uma mulher chamada Mary (Denise Crosby). Tara é feita prisioneira num vagão de trem com seu grupo juntamente com Rick (Andrew Lincoln), Carl (Chandler Riggs), Michonne (Danai Gurira) e Daryl (Norman Reedus).

#### Quinta temporada
Enquanto presa, Tara fabrica uma arma improvisada para usar na tentativa de fuga, mas ela falha e ela é deixada lá dentro. Ela encoraja o grupo e está confiante de que eles serão capazes de sobreviver à sua fuga. Quando Rick abre o vagão para que todos possam escapar, Tara ajuda a matar os zumbis em sua saída e ajuda a proteger o grupo. Mais tarde, o grupo se encontra com Carol (Melissa McBride), Tyreese (Chad Coleman) e Judith. Na floresta, Tara fala com Rick sobre seu envolvimento com o Governador; ele diz a ela que estava ciente de sua hesitação em estar ali e por isso tentou falar com ela. Depois de resolverem suas diferenças, ele a aceita como parte de seu grupo. O grupo segue Gabriel Stokes (Seth Gilliam) até sua igreja. Ela sai em uma corrida por suprimentos com Glenn e Maggie, e forma um vínculo de amizade com Maggie. Mais tarde, Tara revela a verdade a Maggie que ela estava com o Governador durante o assassinato de Hershel em suas mãos. Depois que Tara se explica, Maggie a perdoa e elas se abraçam. Ao saber da volta de Gareth, Abraham exige que o grupo saia imediatamente para Washington. Como parte de um plano para fazê-lo ficar e lutar, Tara promete ir com ele, Eugene e Rosita, independentemente do que aconteça. Ela se junta ao grupo de Rick para ajudar a prender o grupo de Gareth dentro da igreja, e então observa Rick, Michonne, Sasha e Abraham massacrarem brutalmente os canibais de Terminus. No dia seguinte, ela está com os outros se despedindo de Bob antes que ele morra de infecção e, em seguida, vai com Abraham, Eugene, Rosita, Maggie e Glenn no ônibus da igreja para Washington.  Mais tarde, o ônibus cabota e ela ajuda a manter Eugene seguro, e promete guardar segredo sobre ele ter sabotado o ônibus. Ela não fica feliz quando Eugene revela que mentiu sobre saber uma cura, mas ainda o defende quando um Abraham enfurecido quase o esmurra até a morte. Ao voltar para a igreja, eles encontram o local invadido, e após Michonne dizer que Beth (Emily Kinney), a irmã de Maggie, está viva em Atlanta e que Rick e os outros foram atrás da garota, Tara viaja com o resto do grupo e todos chegam no Hospital Memorial Grady minutos após a morte de Beth, e fica chocada ao ver Daryl carregando o corpo sem vida da garota.
Os sobreviventes decidem seguir para a comunidade de Noah (Tyler James Williams), em Richmond, Virgínia. Infelizmente, Tyreese morre na viagem e a comunidade de Noah estava destruída. O grupo então conhece depois Aaron (Ross Marquand), que os escoltam até a Zona Segura de Alexandria. Tara é designada para o trabalho de coletora de suprimentos pela líder da comunidade, Deanna Monroe (Tovah Feldshuh). Dias depois, Tara é encarregada de saquear um armazém em busca de peças necessárias para restaurar a energia de Alexandria, junto com Nicholas, Aiden, Glenn, Noah e Eugene. Dentro do armazém, Aiden acidentalmente atira uma granada em um zumbi, deixando Tara inconsciente pela explosão. Eugene cuida de Tara e, quando os zumbis começam a se aproximar, ele cria coragem para carregá-la em segurança dentro da van e Tara é levada de volta para Alexandria. No final da temporada, após dias inconsciente, Tara acorda em Alexandria com Rosita ao seu lado.

#### Sexta temporada
Ao passar dos dias, Tara ainda está se recuperando na cama enquanto Maggie e Rosita a verificam. Ela logo consegue andar e ajuda a construir uma barreira para ajudar a proteger as estradas que vão para Alexandria, dos zumbis que estão presos em pedreira. Ela e Maggie discutem como Nicholas causou a morte de Noah e Maggie revela a ela que Nicholas tentou matar Glenn. Maggie então a lembra que ela também costumava estar do lado do inimigo quando o Governador atacava, e as duas se abraçam. Mais tarde, Tara é vista na enfermaria com Eugene. Tara conhece Denise Cloyd (Merritt Wever) e pergunta por que ela ainda não a conheceu. Tara pergunta a Denise se ela pode ajudá-la com uma dor de cabeça. Quando a gangue Os Lobos atacam Alexandria, Tara, Eugene e Denise ficam na enfermaria para ajudar Holly ferida, após esta ser esfaqueada. Tara percebe que Denise está relutante em ajudar Holly moribunda e a pressiona a ajudar. Apesar de Denise tentar o seu melhor para salvar Holly, ela morre devido à perda de sangue. Antes de Tara sair da enfermaria, ela calmamente lembra Denise de destruir o cérebro de Holly para que ela não se reanime. Dias depois, Tara incentiva Denise a não desistir de ajudar Scott. Denise diz a ela que vai conseguir ajudá-lo e a beija. Mais tarde, Tara salva um Alexandrino, Spencer (Austin Nichols), atirando em zumbis após Spencer cair em um rebanho por tentar usar uma tirolesa para chegar até a torre de vigia. Apesar de salvar sua vida, Rick fica zangado com ela por desperdiçar balas e ela o rejeita. Rick pede desculpas, mas diz que ela não precisava salvá-lo.
Quando a torre de vigia desmorona em cima dos muros, isso faz vários zumbis entrarem na comunidade e Tara é vista ajudando a arrastar Tobin para a segurança. Ela e Rosita resgatam Eugene e se refugiam em uma garagem próxima, e ficam presos lá pelos zumbis. Rosita começa a perder as esperanças, mas Tara a encoraja a continuar e o trio começa a trabalhar para escapar da garagem. Mais tarde, eles escapam e tropeçam na mesma sala. O líder da gangue Os Lobos está mantendo Denise em cativeiro, com Carol e Morgan (Lennie James) inconscientes no chão. Ele os força a entregar suas armas e Tara observa impotente enquanto ele leva Denise com ele como refém. Depois disso, Tara se junta a Rick e o resto do povo da cidade para acabar com os zumbis. Dois meses depois, é mostrado que Tara e Denise (que conseguiu sobreviver ao evento) estão agora morando como um casal. Tara também acompanha o grupo até um complexo da gangue os Salvadores para se infiltrar e matá-los. Tanto Jesus (Tom Payne) quanto o padre Gabriel confortam Tara, que se sente culpada por mentir para Denise. Mais tarde, ela mata um membro dos Salvadores. Heath (Corey Hawkins) e Tara então partem para uma corrida por suprimentos de duas semanas.

#### Sétima temporada
Tara acaba se separando se separando de Heath durante um ataque de zumbis, acabando em uma praia, inconsciente. Uma garota chamada Cyndie (Sydney Park) lhe dá água e vai embora. Logo depois, Tara acorda e a segue, apenas para encontrar uma comunidade chamada Oceanside cheia de mulheres armadas que matam qualquer estranho que vêem para se protegerem. Ela é descoberta e tenta fugir enquanto as mulheres tentam atirar nela. Ela é capturada mais tarde. No jantar, ela descobre que as mulheres foram atacadas pelos Salvadores e todos os seus homens foram mortos. Tara é convidada a ficar pela líder da comunidade, Natania, mas ela os convence a deixá-la ir, pois ela diz que precisa voltar para a namorada (sem saber que Denise está morta). Mais tarde, Tara percebe que está sendo conduzida para ser morta, então ela foge com a ajuda de Cyndie, que pede que ela jure não contar a ninguém sobre a comunidade. Tara volta para Alexandria apenas para descobrir sobre as mortes. Rosita pergunta se há um lugar, por mais perigoso que seja, para encontrar armas, para lutar contra Negan (Jeffrey Dean Morgan) e os Salvadores. Tara mente, dizendo que não viu nada, mantendo assim sua promessa a Cyndie. Mais tarde, Tara chega do lado de fora da casa de Rick para dar limonada a Olivia (Ann Mahoney). Tara conforta Olivia por ter que enfrentar Negan. Mais tarde, Tara, Rosita, Carl e outros alexandrinos assistem à troca de cartas entre Negan e Spencer durante um jogo de sinuca, enquanto Spencer tenta convencer Negan a matar Rick e colocá-lo no comando. Quando Negan assassina Spencer brutalmente por não gostar de suas habilidades fracas, Tara assiste em choque com todos os outros. Logo depois, Rosita puxa sua arma e tenta atirar em Negan, apenas para errar e acertar Lucille, seu adorado taco de beisebol, fazendo-o se enfurecer e ameaçar Rosita, o que deixa Tara visualmente preocupada. Tara então vê Olivia sofrer um tiro no rosto por Arat, um dos soldados de Negan após Rosita mentir continuamente sobre quem fez a bala com que atirou em Lucille, resultando em Negan ordenando que Arat matasse alguém de sua escolha, aumentando a angústia de Tara. Depois disso, Negan continua exigindo saber quem fez a bala. Tara mente e diz que foi ela brevemente antes de Eugene admitir que foi ele e ser levado embora.
Mais tarde, Tara faz parte do grupo que encontra os Catadores, enquanto Rick negocia um acordo com eles para lutar contra os Salvadores. Ela fica consternada ao ver Rosita ficando mais inquieta e ansiosa para lutar enquanto Tara aconselha paciência. Angustiada, Tara se mostra em conflito consigo mesma por saber que Oceanside tem pessoas e armas para fazer a diferença na luta, mas não quer quebrar sua promessa a Cyndie. Ela também sabe que se Rick e os outros forem para Oceanside, isso provavelmente levará a uma briga. Ela finalmente chega até Rick e afirma que há algo que ela precisa dizer a ele. Ela conta para Rick e aos outros sobre Oceanside e seu considerável poder de fogo, fazendo-os formular um plano para emboscar a comunidade e pegar as armas. Tara se infiltra na comunidade e tenta convencer Natania e Cyndie a se juntar a elas e lutar em vez de se esconder. Quando elas se recusam, Tara é forçada a permitir que o plano de Rick seja cancelado quando ela é feita de refém. Natania consegue desarmar Tara e a mantém sob a mira de uma arma, exigindo que todos saiam. Rick se recusa e afirma que eles estão levando as armas de uma forma ou de outra. As tensões são interrompidas quando uma manada de zumbis converge para eles, forçando os grupos a trabalharem juntos. Quando Oceanside ainda se recusa a ajudá-los, o grupo sai com suas armas (embora Tara prometa devolvê-los assim que a luta terminar). Depois de agradecer Cydnie mais uma vez por sua ajuda, Rick se aproxima de Tara e lembra a ela que ela não precisa se sentir culpada. Ela retorna para Alexandria com Rick e os outros, para encontrar Rosita esperando por eles. Ela explica que Dwight (Austin Amelio) está na cela. No final da temporada, Tara incentiva Daryl a matar Dwight como vingança pela morte de Denise, mas Daryl resiste. Mais tarde, Tara se mostra decepcionada com a decisão de Rick e Daryl de confiar em Dwight. Na batalha com Negan no dia seguinte, quando Rosita é baleada, Tara a ajuda a se proteger. Ela é vista mais tarde ao lado da cama de Rosita enquanto ela se cura de seus ferimentos.

#### Oitava temporada
Quando uma guerra é iniciada, Tara é vista com Daryl, Morgan e Carol organizando um plano para atacar o Santuário e então com Jesus e Dianne eles começam a atacar vários postos dos Salvadores. Ela e Jesus conduzem um ataque surpresa coordenado e silencioso no mesmo observatório de radiotelescópio que eles haviam atacado os Salvadores antes; no entanto, Morgan junto com Andy e Freddie parecem ser baleados e mortos. Tara e Jesus encontram um homem encolhido em um armário que dizem ser um trabalhador do Santuário, e enquanto Tara está ansiosa para matá-lo, Jesus sugere que o mantenham vivo, o homem se volta contra eles e ameaça atirar em Jesus. Tara e Jesus então o prendem. Enquanto eles faziam seu caminho para Hilltop com os Salvadores que capturaram durante a invasão, Tara manteve um olhar atento sobre os prisioneiros e os protegeu dos zumbis que encontraram, convencida de que Maggie os mataria assim que a alcançassem. A Colônia Hilltop, por causa de tudo o que fizeram, ficou muito desapontada quando Maggie decidiu mantê-los vivos, assim como Jesus sugeriu, em vez de acatar sua ideia de matá-los sem piedade. Mais tarde, Tara expressa a Daryl seu desejo de matar Dwight, como vingança por matar sua namorada. Ela e seus companheiros discutiram o plano para Daryl de bater um caminhão nas paredes do Santuário, a base dos Salvadores, para permitir a entrada dos zumbis, mesmo Rosita dizendo que sabe que há gente inocente lá dentro, surpreendida pela súbita mudança de atitude de Rosita, Tara discute com Rosita que vai embora, assim, Tara e os outros decidiram seguir em frente com a ideia de atacar o Santuário, procedendo ao ataque, fato que causou grande comoção entre os Salvadores.61 Ela e outros encontram Dwight na estrada, após ser descoberto por sua traição, um salvador escapa em meio aos tiros. No entanto, Tara relutantemente permite que ele entre em Alexandria com seu grupo.
Quando Negan e os Salvadores atacam Alexandria, Tara ouviu atentamente enquanto Dwight explicava a ideia de levar todos para o Hilltop assim que as explosões acabassem. Tendo tomado a decisão de ir para Hilltop em busca de abrigo, Tara e os outros se despediram de Carl que estava morrendo, e que teve que ficar para trás com Rick e Michonne. Mais tarde, Tara encarregou-se de proteger os sobreviventes enquanto Daryl, Rosita e Siddiq matam grande parte dos zumbis meio submersos num pântano. Tara avista alguns zumbis à distância e convence Dwight a ajudar, mas isso é um estratagema para afastá-lo do grupo e matá-lo. Dwight implora que ela o deixe ir, se desculpando por matar sua namorada, mas ela atira e ele foge. Quando ela o alcança, no entanto, eles vêem um grupo de Salvadores se aproximando, e conforme os Salvadores se aproximam para o local onde eles estão se escondendo, Tara aponta sua arma para Dwight, ele sai rapidamente do mato e se aproxima do grupo, agindo como se tivesse conseguido escapar e se juntar aos Salvadores. Ele então conduz a patrulha para longe do grupo de Alexandria, dizendo a eles que nenhum Alexandrino poderia estar na área do pântano, pois eles haviam acabado de chegar de lá. Quando Tara retorna ao grupo, Daryl a repreende, temendo que Dwight conte tudo a Negan, mas Tara explica que agora confia em Dwight.
Ela e os sobreviventes chegam em Hilltop e quando os Salvadores atacam a comunidade, Tara participa na defesa do Hilltop. Durante o ataque liderado por Simon (Steven Ogg), ele tem Tara sob sua mira, mas de repente Dwight atira uma flecha no ombro de Tara, salvando-a de ser morta por Simon. Enquanto isso, Rick e suas outras forças atacam de fora, perseguindo os Salvadores restantes. Daryl acusa Tara de confiar em Dwight depois de vê-lo como parte das forças de Simon e escapar com os outros Salvadores, mas Tara insiste que Dwight ainda é leal a eles, pois descobriram que as armas dos Salvadores estavam contaminadas com sangue de zumbis. Mais tarde, ela concluiu que Dwight atirou nela com uma flecha limpa para salvá-la de Simon e ficou ainda mais convencida de que o homem realmente havia mudado e estava tentando se redimir. Ela procurou Daryl para dar-lhe as boas novas e ao mesmo tempo deixá-lo saber que ela não queria mais se vingar de Dwight de forma alguma, porque agora ela devia sua vida a ele, desfazendo assim o pacto que haviam feito para matá-lo juntos quando a guerra terminasse. Tara junto com Alden (Callan McAuliffe) e outros Salvadores que foram presos são deixados para trás para derrubar os outros Salvadores que estão se aproximando para atacar os residentes da colônia Hilltop, quando de repente os Salvadores são atingidos por coquetéis molotov lançados pela comunidade Oceanside, liderados por Cyndie e Aaron.

#### Nona temporada
Ao longo de um ano e meio, após a derrota de Negan, as comunidades conseguiram progredir com sucesso. Tara se junta a um grupo liderado por Rick que irá para Washington DC em busca de materiais agrícolas para o Santuário, na estrada, Tara e os outros são informados por Daryl e Rosita que a ponte principal está destruída devido a uma tempestade. Rick diz a Tara, Gabriel, Aaron e Anne para voltarem para Alexandria e o resto irá para uma rota alternativa e passar a noite no Santuário. Quando as comunidades se reuniram para consertar a ponte que havia caído, Tara se instalou no acampamento que os trabalhadores construíram na floresta e ficou responsável por monitorar os arredores para evitar que os mortos se aproximassem da área. Ela subiu em um guindaste para ter uma visão melhor e de lá coordenou com os demais observadores as estratégias para distrair as criaturas. Quando um dos alarmes não disparou como deveria, ela rapidamente alertou Rick sobre a horda que se dirigia para eles e evitou um ataque surpresa.
Em algum momento no intervalo de seis anos após os eventos que levaram à aparente morte de Rick e à partida de Maggie com Georgie, Tara se tornou alguém mais influente entre as comunidades. Por motivos desconhecidos, a relação entre Alexandria e Hilltop é desfeita e Tara decide morar em Hilltop. Uma vez lá, Tara se torna a segunda no comando com Jesus, e após sua morte nas mãos dos Sussurradores, um novo grupo que ameaça toda a ideia de civilização, Tara se torna a líder, com Enid e Alden atuando como suas mãos direitas. Quando Michonne e Daryl capturam Lydia (Cassady McClincy), a filha da líder dos Sussurradores, Alpha (Samantha Morton), Tara e seus amigos interrogam a garota sobre seu grupo, depois de não conseguir fazer a prisioneira falar, Tara e seus companheiros não tiveram escolha a não ser se retirar para deixá-la sozinha. Quando o grupo de Lydia se aproxima do Hilltop para buscá-la, Alpha diz a eles que ele só quer sua filha de volta.
Com uma proposta de Alpha de fazer uma troca pacífica entre Alden e Luke por sua filha, Tara saiu em busca da garota depois que ela desapareceu da comunidade e ordenou que todos se separassem e a encontrassem. Quando Lydia finalmente apareceu e concordou em ser entregue para se reunir com sua mãe, Tara observou com alívio quando a troca foi realizada com sucesso e quando os Sussurradores deixaram suas terras sem ter começado uma guerra. Ao cair da noite, Tara foi informada por Daryl que Henry havia escapado da comunidade para procurar Lydia e observou enquanto o caçador saía rapidamente para evitar que o menino fosse morto na tentativa. Mais tarde, durante a feira do Reino, Tara, ao lado de Gabriel, Ezekiel, Carol e Rachel, assina a carta para criar uma constituição e tratado de união entre as comunidades. Algum tempo depois de conversar com Gabriel e Rachel sobre o treinamento de guerra na praia de Oceanside, Tara é sequestrada pelos Sussurradores, para se vingarem dos sobreviventes que cruzaram suas fronteiras. Ela, ao lado de Enid, Henry, Siddiq, Tammy, Frankie, Addy e Rodney são levados para um celeiro guardado pelos Sussurradores. Depois de Ozzy, Alec e D.J. encontrá-los, o grupo é capaz de lutar e matar vários Sussurradores antes de ser ultrapassados e decapitados na frente de Siddiq. A cabeça morta-viva decepada de Tara é encontrada por Daryl, Carol, Michonne, Yumiko e Siddiq em uma estaca marcando a nova fronteira. De volta à feira, Siddiq relata os últimos momentos de Tara como heróicos.

## Desenvolvimento e recepção

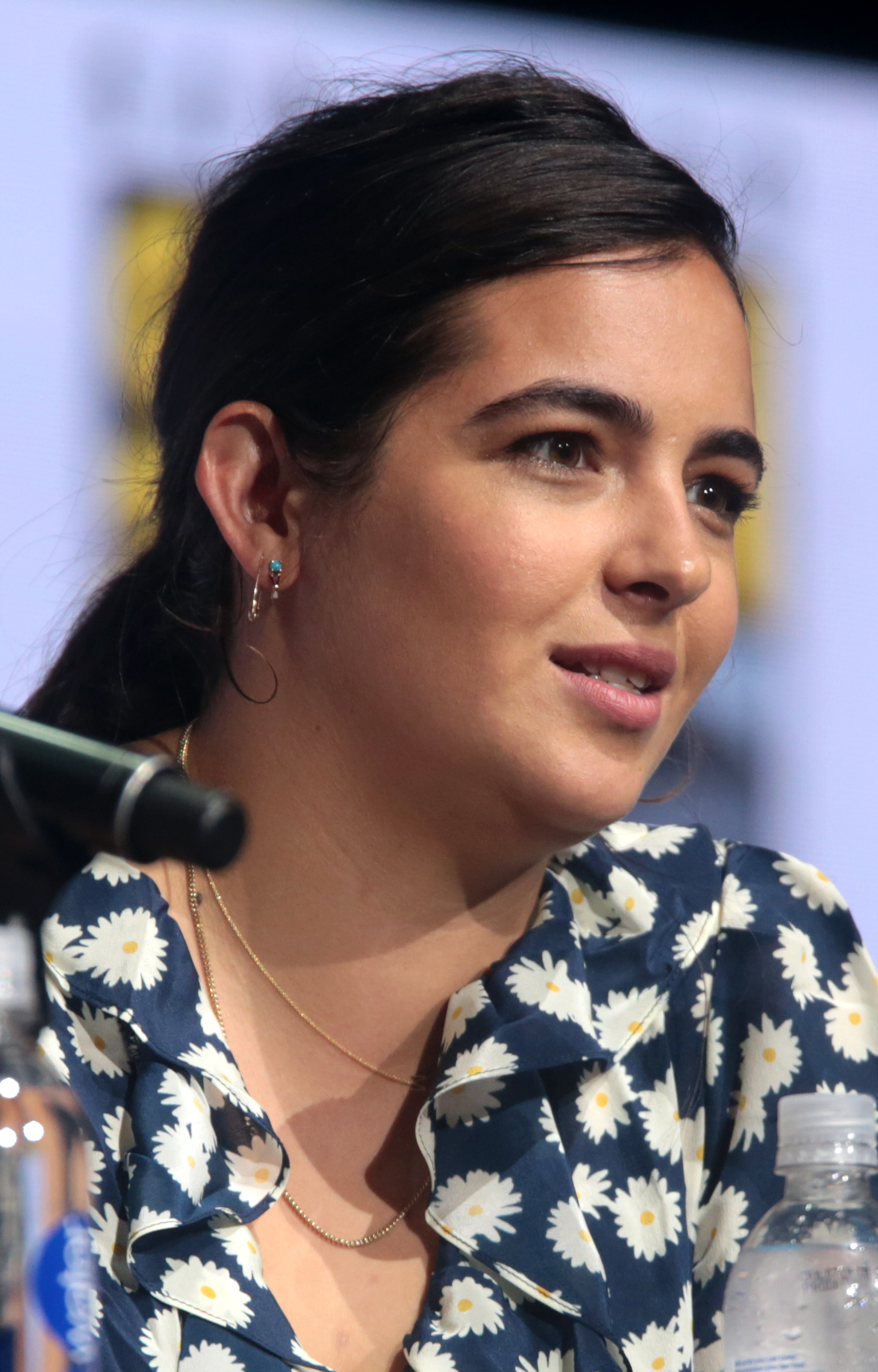
Alanna Masterson em 2017, durante a San Diego Comic-Con Internacional, em San Diego, Califórnia. Fotografada por Gage Skidmore.

Alanna Masterson foi promovida ao elenco principal na quinta temporada. A partir do segundo episódio da sétima temporada, seu nome aparece nos créditos iniciais.
Para o episódio "Crossed" da quinta temporada, Zack Handlen, escreveu para o The A.V. Club e comentou positivamente sobre o personagem e disse: "Tara é ótima".
Para o episódio “Swear”, a personagem Tara foi muito bem recebida. Matt Fowler comentou que "Tara ainda precisa de um pouco de trabalho do ponto de vista de um personagem, mas pelo menos sua convicção de que todos os assassinatos que sua equipe cometeu eram mais ou menos justificados com ela como alguém que fez parte do ataque do Governador para a prisão de Rick". Ele também estava cético em relação à decisão dela de mentir sobre a comunidade.
Zack Handlen, escrevendo para The A.V. Club foi mais lisonjeiro na cena final, chamando-o de "um raro exemplo de um personagem que realmente faz uma escolha moral difícil, mas responsável". Ele elogiou Tara em uma hora e disse: "Talvez a coisa mais próxima do alívio cômico percebido pela série, Tara ainda é legal o suficiente" e elogiou o "momento de abnegação e fé", sem mencionar Oceanside, que gera "um dos poucos momentos de tensão legítima em toda a hora”. Apesar disso, ele criticou sua decisão de mentir para os membros de Oceanside, dizendo: “Eu gosto de Tara, mas é mais difícil erradicá-la quando ela conta mentiras tão estupidamente engraçadas. Sua decisão de falar sobre Rick e sua equipe de assassinos. Também parece uma má decisão. ('Você deve confiar totalmente no meu grupo! Somos bons em matar!')"
Ao contrário, Shane Ryan para a Paste Magazine foi extremamente crítico com o desempenho de Masterson. Ele foi mais longe e disse: "Passei que era um episódio sobre um casal de assassinos tropicais durões para perceber que o corpo misterioso jogado em terra pertencia a Tara... esse foi o pior golpe no estômago". Ao contrário de Stolworthy, Ryan não gostou do humor do episódio, dizendo: "Cada parte 'engraçada' do diálogo que Tara fez sob estresse foi muito desagradável. Contrate um escritor de comédia, Walking Dead. precisa de um golpe forte".
Ron Hogan de Den of Geek elogiou o humor de Tara, dizendo: "Alanna Masterson tem algumas boas sensibilidades cômicas [...] No entanto, eu simplesmente não sinto que Tara é uma personagem forte o suficiente para ela carregar um episódio completo, e nem ela e nem Heath se desenvolveram o suficiente para desaparecer por dois meses em episódios espalhados por duas temporadas". Em contraste, Jeff Stone no IndieWire gostou da decisão de focar em Tara para um episódio que dizia: "Tara sempre foi uma das minhas favoritas sentimentais, com seu lado humorístico e falta de vontade de ser uma Ricketeer completa. Ela é uma Stormtrooper. É bom tê-la de volta".